# Father Ted
Father Ted é uma sitcom criada pelos escritores irlandeses Graham Linehan e Arthur Mathews e produzida pela empresa britânica Hat Trick Productions para o canal de televisão britânico Channel 4. Foi ao ar em três temporadas, de 21 de abril de 1995 a 1º de maio de 1998, incluindo um especial de Natal, em um total de 25 episódios. Foi ao ar na Nine Network (temporada 1) e na ABC Television (temporadas 2 e 3), na Austrália, e na TVNZ 2, na Nova Zelândia.
Ambientada na fictícia Ilha Craggy, um local remoto na costa oeste da Irlanda, Father Ted é estrelada por Dermot Morgan como o Padre Ted Crilly, ao lado dos padres Padre Dougal McGuire (Ardal O'Hanlon) e Padre Jack Hackett (Frank Kelly). Exilados de forma desonrosa na ilha pelo Bispo Leonard Brennan (Jim Norton) por vários motivos, os padres vivem juntos na casa paroquial com sua governanta, a Sra. Doyle (Pauline McLynn). A série subverte paródias de humor de baixo calão ao retratar temas sutis de solidão, agnosticismo, existencialismo e purgatório vivenciados pelo personagem principal; esse significado mais profundo da série foi muito aclamado.
Father Ted ganhou vários prêmios da British Academy Television Awards, inclusive duas vezes o de Melhor Série de Comédia, e continua sendo uma sitcom popular na Irlanda e no Reino Unido. Em uma pesquisa do Channel 4 em 2001, Padre Dougal McGuire ficou em quinto lugar na lista dos 100 Maiores Personagens da TV. Em 2019, Father Ted foi considerado a segunda maior sitcom britânica (depois de Fawlty Towers) por um grupo de especialistas em comédia da Radio Times.

## Sinopse
O programa acompanha as desventuras de três padres católicos irlandeses que vivem em uma paróquia na fictícia Ilha Craggy, localizada na costa oeste da Irlanda. O Padre Ted Crilly, o Padre Dougal McGuire e o Padre Jack Hackett vivem caoticamente juntos na casa paroquial na Ilha Craggy, juntamente com sua governanta, a Sra. Doyle, que sempre quer lhes servir chá.
Os três padres respondem ao Bispo Len Brennan, que os baniu para a Ilha Craggy como punição por diferentes incidentes em seus passados: Ted por suposta impropriedade financeira (aparentemente envolvendo algum dinheiro "descansando" em sua conta e uma criança sendo privada de uma visita a Lourdes para que Ted pudesse ir a Las Vegas), Dougal por um evento chamado apenas de "Incidente de Blackrock" (que resultou em "danos irreparáveis à vida de muitas freiras") e Jack por seu alcoolismo e histórico com mulheres, especialmente por um incidente não especificado em um casamento em Athlone.
O programa gira em torno da vida dos padres na Ilha Craggy, às vezes tratando de assuntos da Igreja, mas, com mais frequência, dos esquemas do Padre Ted para resolver uma situação com a paróquia ou com outros moradores locais, ou para vencer jogos de um contra um contra seu inimigo, o Padre Dick Byrne, da paróquia vizinha, conhecida como Ilha Rugged.

## Elenco e personagens

### Elenco principal
- Dermot Morgan como Padre Ted Crilly

- Ardal O'Hanlon como Padre Dougal McGuire

- Frank Kelly como Padre Jack Hackett

- Pauline McLynn como Sra. Doyle

### Elenco recorrente
- Patrick Drury como John O'Leary

- Rynagh O'Grady como Mary O'Leary

- Pat Shortt como Tom

- Jim Norton como o Bispo Len Brennan

- Maurice O'Donoghue como Padre Dick Byrne

- Don Wycherley como Padre Cyril McDuff

- Graham Norton como Padre Noel Furlong

- Tony Guilfoyle como Padre Larry Duff

## Episódios
| Temporada | Temporada | Episódios | Episódios | Originalmente exibido  | Originalmente exibido  |
| Temporada | Temporada | Episódios | Episódios | Estreia da temporada   | Final da temporada     |
| --------- | --------- | --------- | --------- | ---------------------- | ---------------------- |
|           | 1         | 6         | 6         | 21 de abril de 1995    | 26 de maio de 1995     |
|           | 2         | 10        | 10        | 8 de março de 1996     | 10 de maio de 1996     |
|           | 3         | 8         | 8         | 13 de março de 1998    | 1 de maio de 1998      |
|           | E         | 1         | 1         | 24 de dezembro de 1996 | 24 de dezembro de 1996 |

## Produção

### Roteiro
Graham passava muito tempo ouvindo Pixies e assistindo a Taxi Driver. Quando o conheci, era como se ele nunca tivesse saído de casa, exceto para assistir aos filmes de Star Wars, então suas influências nunca foram tão irlandesas, enquanto eu cresci no campo... Eu me lembro de Frank Kelly e Hall's Pictorial Weekly. Ele fez um programa chamado The Glen Abbey Show, que era muito engraçado. Portanto, sempre tive consciência da estranheza e da loucura das coisas irlandesas.

—Arthur Mathews, The Tom Dunne Show, 12 de outubro de 2012
Linehan e Mathews se conheceram quando trabalhavam na Hot Press. No final da década de 1980, Mathews, Paul Woodfull e Kieran Woodfull formaram o The Joshua Trio, uma banda em tributo ao U2. O trio começou a escrever esquetes de comédia para acompanhar seu show. Mathews criou o personagem Padre Ted para sua rotina de stand-up. Antes do The Joshua Trio tocar em shows, Mathews ocasionalmente subia ao palco como Padre Ted e contava piadas envolvendo seu grande amigo, Padre Dougal McGuire.
Em 1991, Mathews deixou seu emprego na Hot Press e se mudou para a casa de Linehan em Londres. Durante os três ou quatro anos seguintes, eles trabalharam em ideias para shows e, ao mesmo tempo, escreveram para programas de esquetes, como The All New Alexei Sayle Show e The Fast Show. Uma dessas ideias era para uma série de comédia documental chamada Irish Lives, com seis episódios, cada um focado em um personagem diferente que vivia em algum lugar da Irlanda. Eles escreveram um episódio centrado em um padre chamado Ted Crilly, que visitava seus amigos no seminário do Maynooth College. O produtor Geoffrey Perkins sugeriu que o conceito do episódio fosse dramatizado e reescrito como uma sitcom.
Na edição de janeiro de 1994 da revista In Dublin (Vol. 19, No. 2), Mathews e Linehan contaram a Damian Corless, que inicialmente havia apresentado a dupla um ao outro, sobre seu trabalho em andamento, descrevendo Ted como "basicamente um homem legal", Dougal como "legal, mas muito estúpido" e Jack como "uma criatura horrível". Linehan revelou: "Todos eles foram enviados para um lugar isolado chamado Ilha Craggy porque são padres ruins". Mathews elaborou: "Cada um deles tem um segredo terrível, razão pela qual foram banidos para esse lugar, e o mais terrível é que eles não conseguem se afastar uns dos outros. Obviamente, isso não é totalmente baseado na realidade". Originalmente, estava planejado que Matthews interpretaria Ted, mas ele decidiu que não tinha a habilidade de atuação necessária para o papel. Maurice O'Donoghue, que interpreta o Padre Dick na série, foi a segunda opção para o papel de Ted, por ter a idade certa e uma aparência e leveza semelhantes. Mathews sempre preferiu Dermot Morgan; Linehan estava inicialmente relutante, temendo que ele interpretasse Ted da mesma forma que "Padre Trendy", um personagem que ele interpretava no programa de televisão da RTÉ, The Live Mike, mas Morgan queria muito o papel e foi escalado.
A série foi apresentada diretamente à Hat Trick Productions e ao Channel 4 do Reino Unido pela dupla, ao contrário dos rumores de que a RTÉ (a emissora nacional irlandesa) recebeu a oferta original da série, mas a rejeitou.

### Gravação
Foram ao ar três temporadas e um especial de Natal. Declan Lowney dirigiu as duas primeiras temporadas e o especial de Natal, enquanto a terceira temporada foi dirigida por Linehan (cenas externas) e Andy De Emmony (cenas em estúdio). Além disso, Morgan e O'Hanlon fizeram uma apresentação de uma hora para a Comic Relief como seus personagens, durante a qual Kelly e McLynn também fizeram breves aparições como convidados. Um dia após o término das filmagens da terceira temporada, Dermot Morgan morreu de ataque cardíaco, aos 45 anos. Como sinal de respeito, a terceira temporada foi transmitida pela primeira vez uma semana depois do planejado originalmente.
O programa já estava programado para ser encerrado com a terceira temporada antes da morte de Morgan, pois Morgan disse que não queria continuar interpretando o papel de Padre Ted por medo de typecasting: "Não quero ser o próximo Clive Dunn e acabar interpretando o mesmo personagem por anos."
Após a morte de Morgan, a produtora recebeu telefonemas de vários agentes e diretores de elenco sugerindo novos atores para o papel de Ted ou spin-offs sem o personagem; Linehan e Mathews recusaram todas as ofertas.

### Música
Em 1994, os roteiristas pediram à banda de rock alternativo Pulp que compusesse a música-tema de Father Ted, solicitando uma paródia de um tema típico de sitcom. Quando o Pulp recusou, eles entraram em contato com Neil Hannon, vocalista da banda The Divine Comedy, da Irlanda do Norte. A primeira tentativa de Hannon, uma composição alegre, foi rejeitada a conselho de Geoffrey Perkins. Hannon compôs uma segunda música, que a equipe considerou aceitável. Essa música-tema foi gravada por Hannon e pelo coprodutor Darren Allison no estúdio particular da banda The Jesus and Mary Chain. Um dos violões de William Reid foi escolhido por Allison e Hannon para executar a melodia principal, que foi tocada por Hannon. Ambas as músicas também foram retrabalhadas, com novas letras, para inclusão no álbum Casanova, de 1996, do The Divine Comedy: o tema final de Father Ted tornou-se "Songs of Love", enquanto a música rejeitada de Hannon tornou-se "A Woman of the World".
Em 2010, Linehan discutiu o efeito dramático que essa escolha teve sobre o tom da série: "'Woman of the World' era uma espécie de música alegre, e nós queríamos essa música. Ele [Hannon] nos deu duas opções: essa e 'Songs of Love', e queríamos a música alegre porque nossa ideia era tirar sarro das sitcoms. Estávamos dizendo, sabe, não gostamos de sitcoms. Essa é uma paródia das sitcoms. É uma espécie de sátira das sitcoms. E eu me lembro de Geoffrey [Perkins] parecendo muito triste e abatido com isso, sabe? E então ele disse: "Por que você quer tirar sarro dos seus personagens? Ele disse: 'As pessoas vão adorar esses personagens'. E isso foi uma verdadeira revelação para mim e, depois disso, tudo o que ele dissesse era válido, no que me dizia respeito."
A banda The Divine Comedy também contribuiu com a maior parte da música original do programa, incluindo as canções "Big Men in Frocks" (para o episódio "Rock-a-Hula Ted"), "My Lovely Horse" , "The Miracle is Mine" (para o episódio "A Song for Europe") e "My Lovely Mayo Mammy" (para o episódio "Night of the Nearly Dead"). Neil Hannon também fez os vocais de Ted e Dougal na versão da sequência de sonhos de "My Lovely Horse", que foi produzida por Allison e Hannon e, mais tarde, apareceu como um lado B no single da banda "Gin Soaked Boy".

### Locais de gravação

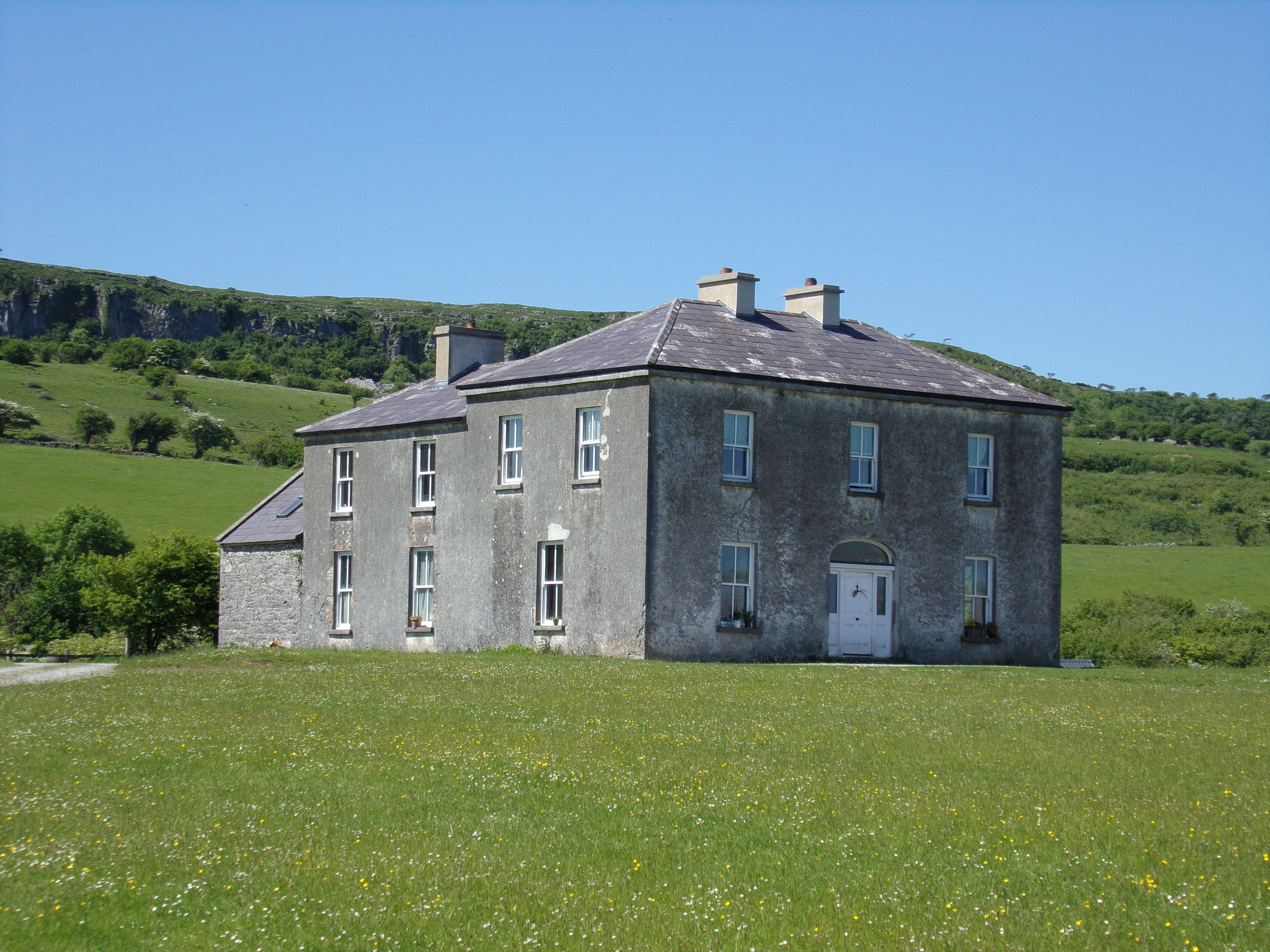
A casa da fazenda em Burren, a nordeste de Kilnaboy, que foi usada para fotos externas da casa paroquial (foto de 2016).

As cenas internas foram gravadas no The London Studios em frente a uma plateia ao vivo, enquanto as externas foram filmadas em várias locações na Irlanda. O trabalho de locação para Father Ted foi feito principalmente no Condado de Clare, incluindo locações em Corofin, Ennis, Kilfenora, Ennistymon e Kilnaboy. A casa paroquial é a McCormack's em Glenquin, na Boston Road, a partir de Kilnaboy. O cinema apresentado no episódio  "The Passion of St Tibulus" foi o Ormonde Cinema, Greystones, Condado de Wicklow e "The Field", a locação para Funland em "Good Luck, Father Ted", fica em Portrane, norte do Condado de Dublin. As cavernas escuras apresentadas em "The Mainland" eram as Cavernas de Aillwee em Burren, Condado de Clare.
Algumas tomadas externas do episódio "And God Created Woman" foram filmadas em Dún Laoghaire, no sul do Condado de Dublin. A sequência de abertura (incluindo imagens do naufrágio do navio Plassy) foi filmada em Inisheer, a menor das Ilhas de Aran.

## Estilo cômico
A série é ambientada em um mundo de humor surreal, no qual Ted é o único personagem normal e completo entre as "caricaturas", de acordo com Graham Linehan: "exagerado, amigável demais, quieto demais, estúpido demais, sem graça demais [...] eles realmente só têm uma coisa, eles têm um trabalho".
O constrangimento desempenha um papel em muitas histórias, de forma semelhante a Fawlty Towers. Linehan diz: "Se Ted estiver em uma situação ligeiramente embaraçosa, nós o tiramos dela [...] fazendo com que ele minta ou trapaceie, basicamente cavando um enorme buraco para si mesmo". Arthur Mathews descreveu Seinfeld como uma grande influência na comédia de Father Ted, sendo ele e Linehan "grandes fãs" do programa. Father Ted também contém referências à cultura pop e algumas paródias de filmes, como o episódio "Speed 3".
Com relação ao conteúdo religioso da série, Linehan diz que "Ted não tem uma visão antirreligiosa da vida, mas uma visão não religiosa. Para ele, é um trabalho. Ele não se importa com religião". Enquanto escrevia, ele diz que os criadores da série imaginaram Ted e Dougal como "apenas duas pessoas que, por acaso, são [padres]".

## Recepção
Father Ted foi aclamado pela crítica e é a sitcom mais popular da história da TV irlandesa. A mídia irlandesa frequentemente usa a série como ponto de comparação em histórias políticas.
Em 1996 e 1999, o programa ganhou o prêmio BAFTA de Melhor Comédia, enquanto Morgan também ganhou o prêmio de Melhor Performance de Comédia. Em 1995, o programa ganhou o prêmio de Melhor Nova Comédia de TV no British Comedy Awards, com O'Hanlon recebendo o prêmio Top TV Comedy Newcomer. No British Comedy Awards de 1996, o programa ganhou o prêmio Top Channel 4 Sitcom, e McLynn recebeu o prêmio Top TV Comedy Actress. Em 1997, o programa recebeu o prêmio Best Channel 4 Sitcom. Também foi classificado em 50º lugar na lista de 2000 do BFI dos 100 maiores programas de televisão britânicos do século XX, a produção do Channel 4 mais bem classificada na lista. Em 2004, ficou em 11º lugar na pesquisa para a Melhor Sitcom da Grã-Bretanha. Em agosto de 2012, os espectadores do Channel 4 votaram na série como a número 1 entre os 30 maiores programas de comédia da C4.
Entre os fãs notáveis do programa estão o diretor Steven Spielberg, os músicos Liam Gallagher, Madonna, Cher e Moby, os atores Jim Carrey e Steve Martin, o comediante Ricky Gervais e o lutador Sheamus. Maurice Gibb, dos Bee Gees, foi enterrado com uma cópia da caixa de DVDs da série. A cantora e compositora Sinéad O'Connor era fã e compareceu à gravação do especial de Natal. O músico irlandês Bono também pediu para aparecer na série.
Em janeiro de 2007, surgiu uma disputa entre Inisheer e Inishmore sobre qual ilha poderia reivindicar o título de Ilha Craggy e, assim, sediar um Friends of Ted Festival de três dias. A disputa foi resolvida em uma partida de futebol de cinco em fevereiro do mesmo ano. Inishmore venceu por 2 a 0, o que lhe permitiu usar o título de Ilha Craggy até fevereiro de 2008, enquanto Inisheer recebeu o título de Ilha Rugged. O Friends of Ted Festival, mais conhecido como Ted Fest, é realizado anualmente como uma convenção de fãs de Father Ted desde 2007.
Em agosto de 2020, a An Post lançou um conjunto de selos postais comemorativos, cada um com um slogan da série sobre um fundo de papel de parede lúgubre da casa paroquial, em um livreto que listava os palpites da Sra. Doyle para o nome do Padre Todd Unctious.
Várias citações da série entraram para o léxico popular, como "Estes são pequenos, mas os que estão lá fora estão muito longe. Pequenos. Longe.", "Abaixo esse tipo de coisa" e "Ouvi dizer que agora você é racista, Padre".

## Séries derivadas
Em 1º de janeiro de 2011, o Channel 4 dedicou uma noite inteira para comemorar o 15º aniversário do programa, incluindo "Father Ted: Unintelligent Design", um documentário sobre as influências do programa, e "Small, Far Away: The World of Father Ted", um documentário que revisita a história do programa com os roteiristas e muitos participantes do elenco (Pauline McLynn não pôde participar porque estava trabalhando em outro país).

### Papéis reprisados
Em 2001, Pauline McLynn reprisou seu papel como a Sra. Doyle em uma série de anúncios para a Receita Federal do Reino Unido, lembrando as pessoas de pagar seus impostos em dia com sua frase de efeito do programa ("Go on, go on, go on..."). Foi votado em uma pesquisa da Adwatch com 1.000 pessoas como o pior anúncio do ano.
Mais tarde, em 2001, Ardal O'Hanlon retornou ao papel de Padre Dougal em uma série de propagandas da PBS para coincidir com a transmissão americana de Father Ted; esses segmentos foram incluídos em lançamentos posteriores de DVD como "Fundraising with Father Dougal".
Em 2012, Frank Kelly fez uma breve aparição como Padre Jack em um episódio do The One Show com Graham Norton.
Em 2014, o astro convidado Ben Keaton retornou ao papel do Padre Austin Purcell, fazendo um número de stand-up e apresentando o quiz de pub "Arse Biscuits" no personagem. Em 2015, ele lançou uma websérie derivada chamada Cook Like a Priest.
Em fevereiro de 2016, o Over The Top Wrestling marcou o aniversário da morte de Morgan com o "Ah Ted", um evento realizado no Tivoli Variety Theatre de Dublin. Durante a luta de equipes principais entre The Lads From the Flats e The Kings of the North, Patrick McDonnell, Joe Rooney e Michael Redmond reprisaram seus papéis como Eoin McLove, Padre Damo Lennon e Padre Paul Stone, respectivamente. McLove entrou no ringue primeiro, resistindo a um ataque de um lutador em sua virilha porque ele "não tem pênis", mas logo foi atacado pelo Padre Damo, que trouxe o apito que roubou de Benson. O Padre Stone atuou como árbitro convidado especial, realizando uma contagem de três tão lenta que um lutador desistiu depois de dois. Em 2017, Rooney apareceu como Padre Damo no vídeo de "The Time I Met the Devil", da banda Brave Giant, que o acompanha no caminho para a missa depois de uma noite de álcool e sexo.

### Possíveis refilmagens
Desde o fim da série, foram registradas várias tentativas de refilmar Father Ted, mas nenhuma delas se concretizou.
Em julho de 2003, foi anunciado que a série seria refeita para o mercado americano. O remake seria roteirizado por Spike Feresten, que já havia escrito para as sitcoms americanas Seinfeld e Os Simpsons. Ferensten declarou: "Fui criado como católico e esse programa me pareceu correto. A essência do programa é sobre homens que também são padres e, como homens, eles têm muitas fraquezas." Os fundadores da Hat Trick Productions, Denise O'Donoghue e Jimmy Mulville, foram escalados para produzir. A produtora americana foi a Pariah Productions, que anteriormente adaptou The Kumars at No. 42 para o público americano.
Em março de 2004, a Supanet Limited informou que um remake americano estava em desenvolvimento. Essa versão se passaria em uma ilha fictícia na costa de Nova York. Steve Martin e Graham Norton interpretariam Ted e Dougal. Não se esperava que Martin aceitasse o papel devido à sua estatura, mas ele concordou por ser fã da série original e, segundo consta, receberia £500.000 por episódio. Norton foi escalado com base em sua popularidade entre o público americano e em referência à sua participação como Padre Noel Furlong na série original.
Em novembro de 2007, foi anunciado um outro remake americano. Em vez da Ilha Craggy, essa versão se passaria em uma vila de pescadores na Nova Inglaterra. O ator americano John Michael Higgins foi escalado para o papel de Ted, mas expressou preocupação com os temas religiosos da série: "Os ingleses têm um histórico muito sólido de serem antipáticos com relação à religião. Nós não temos isso em nosso país, temos medo disso. Basicamente, vocês estão fazendo uma piada irlandesa também, não temos isso. Então, eu serei o Padre Ted, vamos ver como vai ser". As filmagens estavam programadas para começar em janeiro de 2008.
Em janeiro de 2015, Linehan disse que houve "algumas tentativas" de emissoras americanas de refazer o programa, inclusive uma que se passaria em Boston - uma ideia que Linehan considerou "ridícula".

### Musical
Em uma entrevista ao Radio Times em janeiro de 2015, Linehan disse que queria reviver Father Ted como uma produção musical de palco. Ele afirmou que nunca reviveria a série de televisão, "devido ao risco de envenenar as memórias das pessoas sobre o original", mas que o formato completamente novo faria o projeto valer a pena. Ele mencionou a possibilidade de um número de dança com "cardeais giratórios". Ele disse que o musical teria que fazer referência aos escândalos católicos de abuso infantil, dizendo: "As piadas teriam que ter um pouco mais de humor, porque você simplesmente não pode ignorar essas coisas". Mathews não estava "tão convencido" da ideia do musical, embora Linehan tenha insistido que poderia dar certo.
Em dezembro, Mathews disse que ele e Paul Woodfull estavam desenvolvendo um musical do Joshua Trio e um show focado em um "personagem do tipo Padre Michael Cleary", e que o musical Father Ted poderia vir em seguida. Ele expressou preocupação com a possibilidade de "diluir o produto" ou de ser visto como um "cash-in", mas disse que acreditava que havia um público para o projeto. Em abril de 2017, Linehan disse que o musical se inspiraria em The Book of Mormon e que "iria para a jugular ... Você terá todas as coisas que as pessoas adoraram, toda a inocência e toda a doçura, mas introduzirá um toque mais duro". Linehan também disse que, por ser um evento especial, o musical precisaria se concentrar em uma história que "abalasse o mundo", possivelmente com Ted se tornando papa devido a "alguma coisa estranha de sucessão".
Em junho de 2018, Linehan anunciou que Pope Ted: The Father Ted Musical estava quase pronto, com um roteiro de Linehan e Mathews. Linehan disse: "É o verdadeiro episódio final de Father Ted... Essa foi a ideia certa. Arthur e eu morremos de rir enquanto o escrevíamos. Como nos velhos tempos." O vocalista do The Divine Comedy, Neil Hannon, que escreveu a música do programa de televisão, compôs as músicas do novo projeto.
Em março de 2022, Linehan disse que o musical havia sido cancelado pelos produtores após a controvérsia sobre suas declarações públicas sobre os direitos dos transgêneros. Ele disse que o musical estava "pronto para ser lançado", com uma história e canções concluídas, mas "só porque um grupo de pessoas decidiu que qualquer pessoa que se manifeste contra essa ideologia é má, [os produtores] meio que se renderam a essas pessoas. Ninguém está me defendendo." Hannon, amigo de longa data de Linehan, disse que o projeto foi difícil e comentou sobre a controvérsia em torno de Linehan: "Tem sido difícil observar o que aconteceu. Acredito na liberdade de expressão, mas também acredito muito no direito perfeito das pessoas de permanecerem completamente caladas em relação a questões sobre as quais não se sentem aptas a falar. E isso é tudo o que quero dizer sobre o assunto."
Em dezembro de 2020, Linehan escreveu, na rede social X, que estava buscando aconselhamento jurídico em relação à Hat Trick Productions, que, segundo ele, estava impedindo que o musical entrasse em produção devido a "ativistas" dentro da empresa.

## VHS e DVD
| Título                                      | Data de lançamento      | Data de lançamento     | Temporadas e episódios |
| Título                                      | Reino Unido             | América do Norte       | Temporadas e episódios |
| ------------------------------------------- | ----------------------- | ---------------------- | --- |
| Temporada 1 – Capítulos iniciais (Volume 1) | 21 de outubro de 1996   | 15 de maio de 2001     | - Temporada 1, episódios 1–3 |
| Temporada 1 – Capítulos finais (Volume 2)   | 21 de outubro de 1996   | 15 de maio de 2001     | - Temporada 1, episódios 4–6 |
| O Segundo Sermão - Capítulo 1 (Volume 3)    | 20 de outubro de 1997   | 5 de março de 2002     | - Temporada 2, episódios 1–3 |
| O Segundo Sermão – Capítulo 2 (Volume 4)    | 20 de outubro de 1997   | 5 de março de 2002     | - Temporada 2, episódios 4–6 |
| O Melhor de Father Ted                      | 30 de outubro de 1998   | Sem lançamento         | - Temporada 1, episódio 4 - Temporada 2, episódio 5 - Temporada 2, episódio 8 - Temporada 3, episódio 3 - Temporada 3, episódio 4 |
| 5 Episódios Hilários                        | 12 de novembro de 1999  | Sem lançamento         | - Temporada 2, episódios 6–10 - Inclui o Especial de Natal "A Christmassy Ted"                                                    |
| As Revelações Finais                        | 24 de novembro de 2000  | Sem lançamento         | - Temporada 3, episódios 1–8 |
| Temporada 1 Completa                        | 20 de agosto de 2001    | Sem lançamento         | - Temporada 1, episódios 1–6 |
| Temporada 2 – Parte 1                       | 15 de outubro de 2001   | Sem lançamento         | - Temporada 2, episódios 1–5 - Inclui o especial de Natal "A Christmassy Ted"                                                     |
| Temporada 2 – Parte 2                       | 25 de fevereiro de 2002 | Sem lançamento         | - Temporada 2, episódios 6–10 |
| Temporada 3 Completa                        | 6 de maio de 2002       | Sem lançamento         | - Temporada 3, episódios 1–8 |
| "A Christmassy Ted"                         | Sem lançamento          | 17 de setembro de 2002 | - Especial de Natal |
| O Melhor de Father Ted (Relançamento)       | 18 de novembro de 2002  | Sem lançamento         | - Temporada 1, episódio 4 - Temporada 2, episódio 5 - Temporada 2, episódio 8 - Temporada 3, episódio 3 - Temporada 3, episódio 4 |

| Título                                            | Data de lançamento                         | Data de lançamento      | Data de lançamento     | Temporadas e episódios |
| Título                                            | Região 1                                   | Região 2                | Região 4               | Temporadas e episódios |
| ------------------------------------------------- | ------------------------------------------ | ----------------------- | ---------------------- | --- |
| Temporada 1 Completa                              | 5 de junho de 2001                         | 20 de agosto de 2001    | 18 de agosto de 2003   | - Temporada 1, episódios 1–6 - Comentários do roteirista Graham Linehan |
| Temporada 2 – Parte 1                             | 5 de março de 2002 (relançamento completo) | 15 de outubro de 2001   | 22 de setembro de 2003 | - Temporada 2, episódios 1–5 - "A Christmassy Ted" (Apenas nas regiões 2 e 4) - Comentários do roteirista Graham Linehan - Lançado como uma temporada completa na Região 1 e não inclui o especial de Natal |
| Temporada 2 – Parte 2                             | 5 de março de 2002 (relançamento completo) | 25 de fevereiro de 2002 | 22 de setembro de 2003 | - Temporada 2, episódios 6–10 - Comentários de Graham Linehan e Ardal O'Hanlon - Lançado como uma temporada completa na Região 1 e não inclui o especial de Natal |
| Temporada 3 Completa                              | 4 de março de 2003                         | 20 de maio de 2002      | 17 de setembro de 2004 | - Temporada 3, episódios 1–8 - "A Christmassy Ted" (apenas Região 1) - Memórias da Ilha Craggy - Efeitos sonoros favoritos de Dougal - Galeria |
| O Melhor de Father Ted                            | Sem lançamento                             | 18 de novembro de 2002  | Sem lançamento         | - Temporada 1, episódio 4 - Temporada 2, episódio 5 - Temporada 2, episódio 8 - Temporada 3, episódio 3 - Temporada 3, episódio 4 - Comentários selecionados de Graham Linehan e Ardal O'Hanlon - Memórias da Ilha Craggy - Galeria |
| "A Christmassy Ted"                               | Sem lançamento                             | 19 de outubro de 2009   | Sem lançamento         | - Comentários do roteirista Graham Linehan |
| Temporadas completas e conjuntos de relançamentos |                                            |                         |                        | |
| A Série Completa                                  | Sem lançamento                             | 4 de novembro 2002      | Sem lançamento         | - Temporadas 1–3 e o Especial de Natal "A Christmassy Ted" - Comentários do roteirista Graham Linehan - Comentários de Graham Linehan e Ardal O'Hanlon - Memórias da Ilha Craggy - Efeitos sonoros favoritos de Dougal - Galeria |
| A Trilogia Sagrada                                | 17 de fevereiro de 2004                    | Sem lançamento          | Sem lançamento         | - Temporadas 1–3 e o Especial de Natal "A Christmassy Ted" - Entrevistas com Graham Linehan, Arthur Mathews e Ardal O'Hanlon - Comentários em áudio com Graham Linehan e Ardal O'Hanlon - Arrecadação de fundos com o Padre Dougal - Padre Ted e Dougal apresentam o Comic Relief - Biografias do elenco e da equipe - Galerias de fotos e notas de produção |
| A Coleção Definitiva                              | 19 de fevereiro de 2008                    | 29 de outubro de 2007   | 5 de novembro de 2009  | - Temporadas 1–3 e o Especial de Natal "A Christmassy Ted" - Comentários (Graham Lineham, Arthur Mathews, Ardal O'Hanlon, Pe. Tim Shuttlewoode e Pe. Chris Claycee) - Entrevista com os roteiristas - Parte 1 - Entrevista com os roteiristas - Parte 2 - Ted Fest 2007: Um Fim de Semana Muito Ted - Ted Fest 2007: Duas Tribos Entram em Guerra - Biografias - Galeria de fotos - Conexões de comédia - Comic Relief com Ted e Dougal - Memórias da Ilha Craggy - Galeria de efeitos sonoros do Dougal |
| O Boxset Completo                                 | Sem lançamento                             | 12 de novembro de 2012  | Sem lançamento         | - Temporadas 1–3 e o Especial de Natal "A Christmassy Ted" - Comentários inéditos de Graham Linehan e Arthur Mathews - Entrevista com os roteiristas - Pequeno, muito distante - O Mundo de Father Ted - Os 30 maiores shows de comédia do Channel 4 - Ted Fest 2007: Um Fim de Semana Muito Ted - Conexões de comédia - Comic Relief com Ted e Dougal - Ted Fest 2007: Duas Tribos Entram em Guerra - Impressões exclusivas de Father Ted criadas por Tony Millionaire                                  |
| Temporada 1                                       | Sem lançamento                             | 11 de março de 2013     | 4 de março de 2010     | - Temporada 1, episódios 1–6 |
| Temporada 2                                       | Sem lançamento                             | 11 de março de 2013     | 4 de março de 2010     | - Temporada 2, episódios 1–10 - Especial de Natal "A Christmassy Ted" |
| Temporada 3                                       | Sem lançamento                             | 11 de março de 2013     | 4 de março de 2010     | - Temporada 3, episódios 1–8 |
| O Boxset Completo (Nova Versão)                   | Sem lançamento                             | 14 de outubro de 2019   | Sem lançamento         | - Temporadas 1–3 e o Especial de Natal "A Christmassy Ted" - Comentários inéditos de Graham Linehan e Arthur Mathews - Entrevista com os roteiristas - Pequeno, muito distante - O Mundo de Father Ted - Os 30 maiores shows de comédia do Channel 4 - Ted Fest 2007: Um Fim de Semana Muito Ted - Conexões de comédia - Comic Relief com Ted e Dougal - Ted Fest 2007: Duas Tribos Entram em Guerra - Impressões exclusivas de Father Ted criadas por Tony Millionaire                                  |